# Винант, Скотт
Скотт Винант (англ. Scott Winant, вариант перевода: Скотт Вайнант) — американский телережиссёр и продюсер. Член Гильдии режиссёров Америки и Гильдии продюсеров Америки. С 1996 года производственная компания Винанта — Twilight Time Films — создала и продала десятки телевизионных проектов для всех основных каналов.

## Личная жизнь
Женат на Джилл Джордон (американском продюсере и сценаристе). Сын актёра Х.М. Винанта и продюсера Этель Винант. Имеет брата Брюса Винанта — американского актёра и специалиста по подбору персонала.

## Фильмография

### В качестве продюсера
- Третья Мировая война[англ.] — 1982 — ассоциированный продюсер
- Бумажные куклы — 1982 — ассоциированный продюсер
- en:The Powers of Matthew Star — 1982 — ассоциированный продюсер 9 эпизодов
- Кровавое посвящение — 1984 — продюсер
- Temporary Insanity — 1985 — ассоциированный продюсер
- Инсайдеры[англ.] — 1985—1986 — сопродюсер 9 эпизодов
- Дж. Эдгар Гувер[англ.] — 1987 — исполнительный сопродюсер
- Тридцать-с-чем-то — 1987—1991 — контролирующий продюсер 64 эпизода, продюсер — 21 эпизод
- Моя так называемая жизнь — 1994—1995 — исполнительный сопродюсер 18 эпизодов
- Купидон[англ.] — 1998—1999 — исполнительный продюсер 15 эпизодов
- Будь собой — 1999 — исполнительный продюсер
- Anna Says — 1999 — исполнительный продюсер
- Марш Шермана — 2000 — исполнительный продюсер
- Honey Vicarro — 2001 — исполнительный продюсер
- Мёртвые, как я — 2003 — консультирующий продюсер эпизода Pilot
- Карнавал — 2003 — исполнительный продюсер эпизода Milfay
- Доктор Хафф[англ.] — 2004—2006 — исполнительный продюсер 26 эпизодов
- Тайны Палм-Спрингс — 2007 — исполнительный продюсер 8 эпизодов
- Californication — 2007 — исполнительный продюсер 11 эпизодов
- Body Politic[англ.] — 2009 — исполнительный продюсер
- Мужчины среднего возраста — 2009 — исполнительный продюсер эпизода Pilot
- Спаси меня[англ.] — 2013 — исполнительный продюсер 7 эпизодов
- Breed — 2015 — исполнительный продюсер
- Образцовые бунтарки — 2015—2016 — исполнительный продюсер
- Священная ложь[англ.] — 2018—2020 — исполнительный продюсер
- Кое-что о Пэм[англ.] — 2022 — исполнительный продюсер

### В качестве режиссёра
- Америкафон[англ.] — 1979 — помощник режиссёра
- Тридцать-с-чем-то — 1988—1991 — 9 эпизодов
- Graham — 1992
- Земля 2 — 1994 — эпизод First Contact
- Моя так называемая жизнь — 1994 — 3 эпизода
- Ускользающий идеал — 1997
- Significant Others[англ.] — 1998 — эпизоды Pilot и The Plan
- Купидон[англ.] — 1998 — эпизоды Pilot и The Linguist
- Будь собой — 1999 — эпизод Pilot
- Опять и снова — 1999 — эпизод A Dream Deferred
- Марш Шермана — 2000
- Западное крыло — 2001 — эпизод The Leadership Breakfast
- First Years[англ.] — 2001 — эпизоды Pilot и The First Thing You Do...
- Georgetown — 2002
- No Place Like Home — 2003
- Щит — 2003 — эпизод Barnstormers
- Мёртвые, как я — 2003 — эпизод Pilot
- Карнавал — 2003—2005 — эпизоды Lonnigan, Texas и New Canaan, CA
- Доктор Хафф[англ.] — 2004—2006 — 7 эпизодов
- Женский клуб расследований убийств — 2007—2008
- Тайны Палм-Спрингс — 2007 — эпизоды Pilot и Ghosts
- Californication — 2007 — 4 эпизода
- Настоящая кровь — 2008—2014 — 10 эпизодов
- Body Politic[англ.] — 2009
- Доверься мне[англ.] — 2009 — эпизод What's the Rush?
- Мужчины среднего возраста — 2009 — эпизоды Pilot и Let It Go
- Одинокая звезда — 2010 — эпизод Unveiled
- Во все тяжкие — 2010—2011 — эпизоды Green Light и Crawl Space
- Клуб «Плейбоя» — 2011 — эпизод The Scarlet Bunny
- Пробуждение — 2012 — эпизод That's Not My Penguin
- Спаси меня[англ.] — 2013 — 3 эпизода
- Рейк — 2014 — эпизод A Close Shave
- Воскрешение — 2014 — эпизод Home
- Фарго — 2014 — эпизоды Who Shaves the Barber? и The Heap
- Wild Card — 2014 — 1 эпизод
- Агент Картер — 2015 — эпизод Time and Tide
- Грейс и Фрэнки — 2015 — эпизод The Credit Cards
- На грани — 2015 — эпизод Sticky Wicket
- Любовники — 2015 — 1 эпизод
- Breed — 2015
- Лучше звоните Солу — 2016 — эпизод Amarillo
- Проповедник — 2016 — эпизод The Possibilities
- Изгой — 2016 — эпизод What Lurks Within
- Образцовые бунтарки — 2016 — 3 эпизода
- Цыганка — 2017 — эпизоды Driftwood Lane и 309
- Ясновидец — 2017 — эпизод We're Not in Kansas Anymore
- Священная ложь[англ.] — 2018—2020 — 8 эпизодов
- Вероника Марс — 2019 — эпизоды Losing Streak и Years, Continents, Bloodshed
- Кое-что о Пэм[англ.] — 2022 — эпизоды She's a Good Friend и She's a Helper
- Шершни — 2023 — эпизод Old Wounds

## Награды и номинации
- 7 номинаций на премию Эмми, получил дважды[1]
- Золотой глобус
- 3 премии гуманизма
- Премия Пибоди
- Монитор-премия
- Золотая медаль Нью-Йоркского кинофестиваля (за режиссуру)
- 2 награды Ассоциации телевизионных критиков
- Премия Гильдии режиссёров Америки